# ION Orchard
ION Orchard est un centre commercial de Singapour donnant sur Orchard Road.